# Mike Bratz
Pour les articles homonymes, voir Bratz.
Michael Louis « Mike » Bratz , né le 17 octobre 1955 à Lompoc, est un joueur américain de basket-ball.

## Biographie
Sélectionné lors de la draft 1977 de la NBA, il a joué professionnellement en NBA pour les Suns de Phoenix (1977-1980), les Cavaliers de Cleveland (1980-1981), les Spurs de San Antonio (1981-1982), les Bulls de Chicago (1983), les Warriors de Golden State (1983-1985) et les Kings de Sacramento (1986).